# Chair tendre
Chair tendre est une série télévisée française créée par Yaël Langmann, diffusée en 2022 sur France 5 et france.tv Slash.

## Synopsis
Sasha, une adolescente intersexe en questionnement sur son identité de genre, débarque dans un nouveau lycée à la suite du déménagement de sa famille. Son androgynie suscite la curiosité.

## Distribution
Sauf indication contraire ou complémentaire, les informations mentionnées dans cette section proviennent du générique de fin de l'œuvre audiovisuelle présentée ici.
- Angèle Metzger : Sasha Dalca[2]
- Saül Benchetrit : Pauline Dalca
- Paola Locatelli : Anna
- Daphné Bürki : Cécile Dalca, la mère de Sasha
- Grégoire Colin : Jérémie Dalca, le père de Sasha
- Marin Judas : Alex
- Léna Garrel : Meeva
- Andréa Furet : Cynthia
- Régis N'Kissi : Sam
- Najim Zeghoudi : Zaki
- Lysandre Nury[3] : Loé
- Océan : Greg
- Oscar Zouzout : Élias

## Fiche technique
Sauf indication contraire ou complémentaire, les informations mentionnées dans cette section proviennent du générique de fin de l'œuvre audiovisuelle présentée ici.
- Titre : Chair tendre
- Création : Yaël Langmann[4]
- Réalisation : Yaël Langmann et Jérémy Mainguy
- Scénario : Yaël Langmann
- Direction artistique :
- Décors : Laurie-Salomé Cubaynes Benzakin
- Costumes : Céline Brelaud
- Photographie : Yoann Suberviolle
- Son : Yann Le Mapihan, Serge Rouquairol, Thomas Wargny Drieghe
- Musique : Adrien Durand
- Casting : Catherine Charrier
- Production : Clara Laplace
- Société(s) de production : Jerico, Big Bang Story, Famela, France Télévisions
- Pays de production :  France
- Langue originale : français
- Format : couleur
- Genre : drame
- Nombre de saison : 1
- Nombre d'épisode : 10
- Dates de première diffusion :
  - France : 23 septembre 2022